# 너 미워! 줄리엣
《너 미워! 줄리엣》은 SK브로드밴드의 프리미엄 동영상 서비스 플랫폼인 옥수수가 '옥수수 오리지널'로 공개한 웹드라마이다. 연출은 영화 동감 등을 감독한 감독 김정권이 맡았고, FT아일랜드의 이홍기와 정혜성이 주인공으로 출연한다. 전체 18부작으로 옥수수 채널을 통해 2019년 2월 14일 공개되었다. 공개에 앞서 2월 8일, 서울 마포구 스탠포드호텔에서 김정권 감독과 연기자 이홍기, 정혜성, 최웅, 한상진, 문수빈이 참석한 가운데 제작발표회가 열렸다.

## 줄거리
대한예술종합대학교를 다니는 톱스타 차율(이홍기 분)과 4차원 학생 구나라(정혜성)의 좌충우돌 청춘 로맨스를 담고 있다. 아역 배우 출신의 차율의 어머니는 국내 최고의 드라마 작가 강수현(박현숙)이다. 구나라의 엄마는 국민 엄마 배우 공두심(이일화)이다. 모친의 경우와는 달리 차율은 연영과에서 연기를, 구나라는 문예창작과에서 글쓰기를 배운다.

## 등장 인물
- 이홍기 : 차율 역 (아역 박민수) - 수현의 아들. 아역배우 출신.
- 정혜성 : 구나라 역 (아역 이고은) - 두심의 딸. 4차원 학생.
- 최웅 : 봉준모 역
- 문수빈 : 이수지 역
- 박현숙 : 강수현 역 - 차율의 어머니. 국내 최고의 드라마 작가.
- 이일화 : 공두심 역 - 나라의 어머니. 배우. 국민엄마.
- 한상진 : 송시경 역
- 김보미 : 이영주 역
- 최정우 : 이동재 역
- 김도경 : 정성훈 역
- 김강현 : 박성수 역
- 김민경 : 탁현진 역
- 장승우 : 앤디팍 역
- 김차경 : 차빠 역